# Phaltan (stato)
Lo Stato di Phaltan fu uno stato principesco del subcontinente indiano, avente per capitale la città di Phaltan.

## Storia
La famiglia regnante, di stirpe indù, discendeva da Naik Nimbaji Nimbalkar (1284–1291), un Maratha che ricevette una concessione territoriale dall'imperatore moghul. Questi assunse il titolo di raja o naik nimbalkar. La prima moglie dell'imperatore Shivaji, Sai Bai, proveniva da Phaltan. Il maggiore raja bahadur Shrimant Malojirao Mudhojirao Nanasaheb Naik Nimbalkar IV fu l'ultimo regnante dello stato di Phaltan e fu lui a siglare l'ingresso dello stato nell'Unione Indiana l'8 marzo 1948.
Nel 1901, lo stato aveva una rendita annuale di 13.000 sterline e pagava un tributo al British Raj pari a 640 sterline. Il 19 giugno 1947, Nimbalkar Rajkumar, principe ereditario di Phaltan, e sua madre la maharani di Phaltan erano entrambi passeggeri del Pan Am Flight 121 che si schiantò in Siria. Entrambi riuscirono a salvarsi grazie al provvidenziale intervento di Gene Roddenberry che era a bordo del velivolo.

## Governanti
I regnanti locali avevano il titolo militare di naik e solo dall'ultimo di questi ottennero il titolo di raja dall'amministrazione inglese.

### Raja
- Nimbraj I Nimbalkar, naik 1284–1291
- Padakhala Jagdevrao Dharpatrao Nimbalkar, naik 1291–1327
- Nimbraj II Nimbalkar, naik 1327–1349
- Vanang Bhupal Nimbalkar, naik 1349–1374
- Vanangpal Nimbalkar, naik 1390–1394
- Vangoji I Nimbalkar, naik 1394–1409
- Maloji I Nimbalkar, naik 1409–1420
- Baji I Nimbalkar, naik 1420–1445
- Powwarao Nimbalkar, naik 1445–1470
- Baji II Nimbalkar, naik 1470–1512
- Mudhoji I Nimbalkar, naik 1512–1527
- Baji Dharrao Nimbalkar, naik 1527–1560
- Maloji II Nimbalkar, naik 1560–1570
- Vangoji II Jagpalrao Nimbalkar, naik 1570–1630
- Mudhoji II Nimbalkar, naik 1630–1644
- Bajaji I Nimbalkar, naik 1644–1676
- Vangoji III Nimbalkar, naik 1676–1693
- Janoji Nimbalkar, naik 1693–1748
- Mudhojirao III Nimbalkar, naik 1748–1765
- Sayajirao Nimbalkar, naik 1765–1774
- Maloji III Rao Nimbalkar, naik 1774–1777
- Janrao II Nimbalkar, naik 1777–1827
- Bajaji II Rao Nimbalkar, naik 1827–1841
- Mudhoji IV Rao Naik Nambalkar, raja shrimant, 1841–1916 (il più lungo regno in India)
- Maloji IV Rao Mudhojirao Naik Nimbalkar, raja bahadur shrimant 1916–1948